# Pergalumna kotschyi
Pergalumna kotschyi (лат.) — вид панцирных клещей из отряда Oribatida (Galumnidae). Вьетнам.

## Описание
Микроскопического размера клещи, длина менее 1 мм, размеры тела 451—490 × 300—334 мкм. Поверхность тела без бороздок и килей; задняя часть нотогастера без продольной впадины. Ботридиальные щетинки негладкие. Покровы сильно склеротизованные, тёмные (основная окраска коричневая). Имеют 6 пар генитальных пластинок. Гистеросома округлая, несёт около 10 пар нотогастральных щетинок. На протеросоме расположены гребневидные уплощённые ламеллы.
Впервые был описан в 1989 году, а его валидный статус был подтверждён в ходе родовой ревизии, проведённой акарологами Сергеем Ермиловым (Тюменский государственный университет, Тюмень, Россия) и его коллегами.
Pergalumna kotschyi морфологически сходен с видами P. indivisa, P. granulata и P. punctulata из Вьетнама.